# Kwartje van Kok

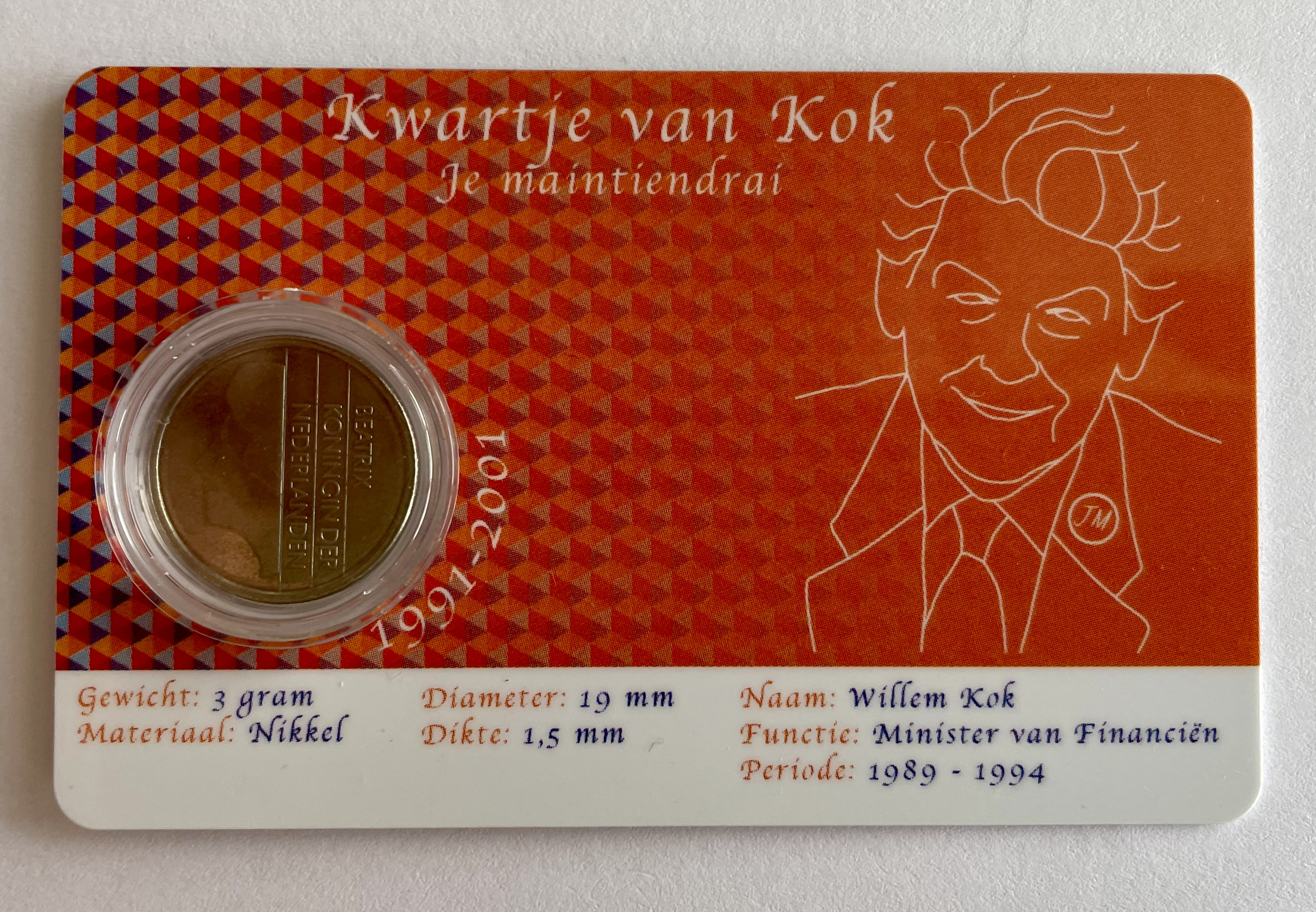
Nederland 25 cent Kwartje van Kok in coincard UNC. Het kwartje is in Nederland uitgegeven tijdens het 25-jarig jubileum.

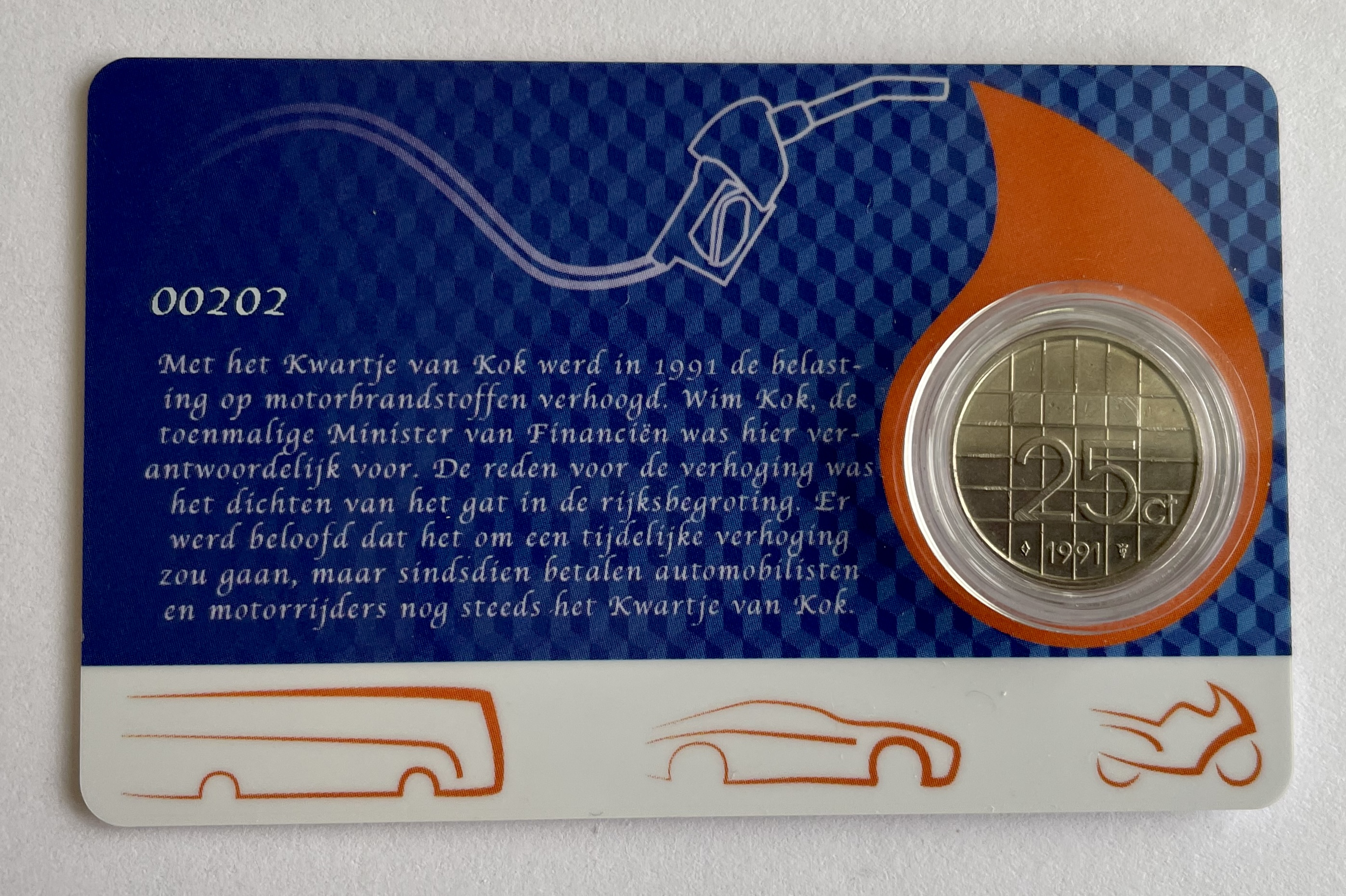
Nederland 25 cent Kwartje van Kok in coincard UNC.

Het kwartje van Kok is de naamgeving van de accijnsverhoging op autobrandstof in Nederland, die onderdeel was van het pakket maatregelen uit de zogeheten Tussenbalans 1991 van het kabinet-Lubbers III, waarin Wim Kok minister van Financiën was en staatssecretaris van Financiën Marius van Amelsvoort (CDA) uitvoerder van het plan tot accijnsverhoging was. Een kwartje was een muntstuk met de waarde van 0,25 Nederlandse gulden.

## Reden
De reden van de invoering van Tussenbalans 1991 was om de tekorten op de rijksbegroting terug te dringen die ontstaan waren door economische stagnatie.
Aangezien dit pakket tevens maatregelen bevatte die de kosten van het openbaar vervoer zouden doen stijgen werd besloten tot een gelijke verhoging van de kosten van autogebruik via de accijnsverhoging.
De accijnsverhoging bedroeg 18,3 cent (8,3 eurocent) per liter ongelode benzine en 7 cent (3,18 eurocent) per liter voor diesel, exclusief btw.
Vooral in verkiezingstijd is er enkele malen door verschillende partijen getracht het kwartje afgeschaft te krijgen. Hierbij werden veelal argumenten gebruikt als zou het kwartje van Kok enkel als tijdelijke maatregel zijn ingevoerd en enkel om een tijdelijk tekort op de begroting te vullen. Een daadwerkelijke afschaffing heeft het niet meer gehaald.
In het regeerakkoord van het kabinet-Balkenende II is afgesproken dat de opbrengst van het kwartje van Kok gebruikt wordt voor investeringen in wegen en voor het onderhoud van openbaar vervoer en vaarwegen.

## Teruggave
Door bevriezing van de accijns voor de eerste drie jaren na de invoering van het kwartje van Kok, is het volgens de overheid reeds aan de weggebruiker teruggegeven. Door aan het begin van een periode de reguliere cumulatieve verhogingen te heffen is er aan het eind van de periode geen verschil meer tussen de verschillende methodes en is de extra heffing slechts voor deze periode.
Geert Wilders stelde in juni 2012 dat het kwartje van Kok nooit was teruggegeven. NRC.next beoordeelde deze bewering als waar.

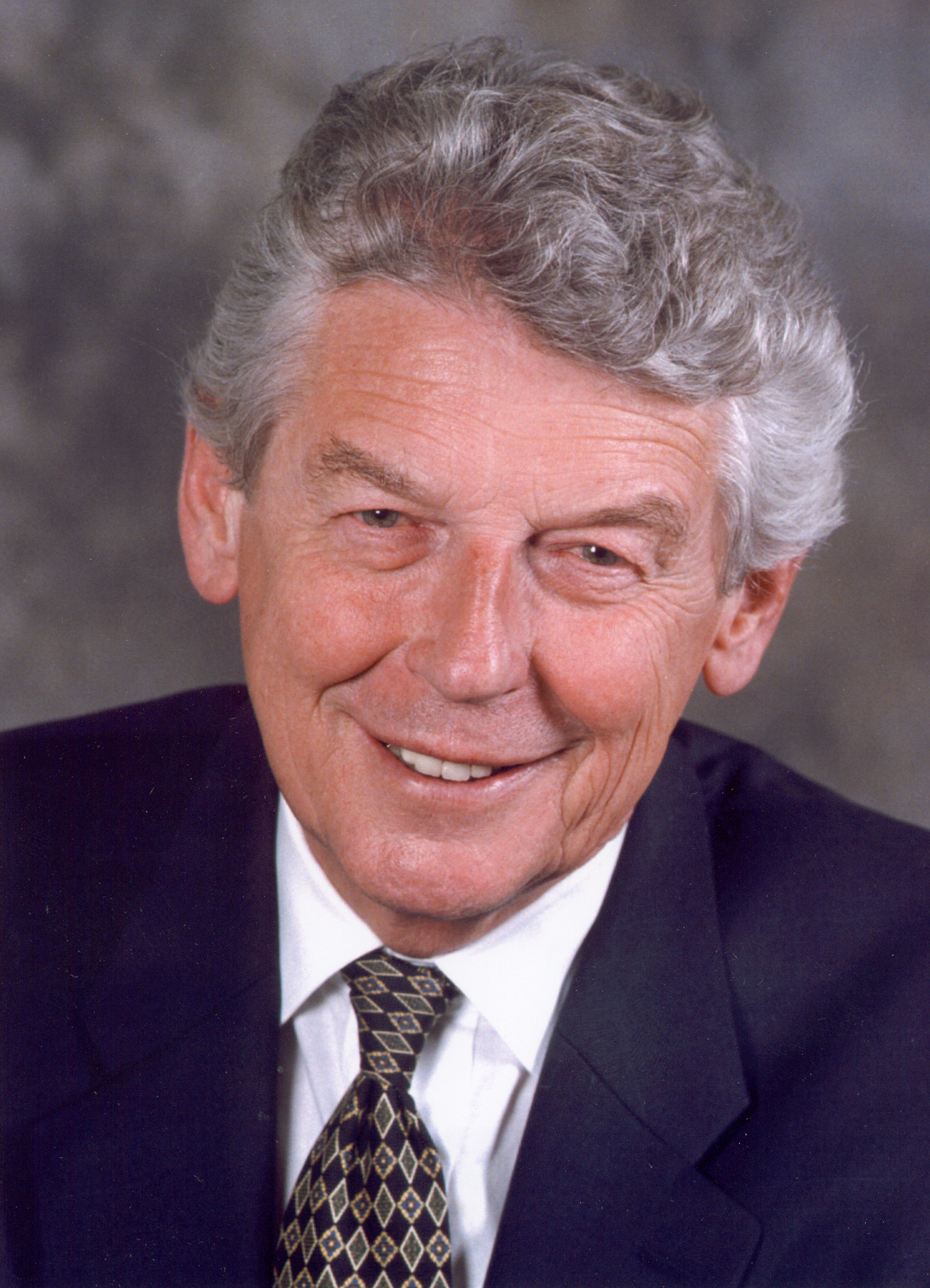
Wim Kok (1994), de invoerder en naamgever van de accijnsverhoging

## Overzicht accijnsverhogingen Kwartje van Kok (1990-1995)
| Jaar | Regulier | Kwartje van Kok | verschil |
| ---- | -------- | --------------- | -------- |
| 1990 | 0        | 0               | 0        |
| 1991 | 2        | 8               | 6        |
| 1992 | 4        | 8               | 4        |
| 1993 | 6        | 8               | 2        |
| 1994 | 8        | 8               | 0        |
| 1995 | 10       | 10              | 0        |